# Sant Pere de Vilarnadal
Sant Pere de Vilarnadal és una església del municipi de Masarac i Vilarnadal (Alt Empordà) inclosa en l'Inventari del Patrimoni Arquitectònic de Catalunya.

## Descripció
Situada al bell mig del petit nucli urbà de la població de Vilarnadal, al sud-oest del municipi de Masarac al qual pertany.
Església d'una sola nau amb capçalera de planta rectangular a l'exterior i semicircular a l'interior. La nau està coberta amb una volta de canó, assentada damunt d'una cornisa motllurada que recorre els murs laterals. La volta presenta unes motllures de guix a imitació dels arcs formers i les llunetes. L'absis també presenta volta de canó i està separat de la nau mitjançant un arc triomfal de mig punt bastit en pedra. Als costats del presbiteri, i encastats als murs laterals de la nau, hi ha dos grans arcs de mig punt adovellats a manera de petites capelles. A l'exterior, aquestes estructures sobresurten poca distància del mur i estan cobertes amb teulades de dues aigües. A la banda de migdia de l'absis hi ha la sagristia, de planta rectangular. Als peus del temple hi ha el cor, amb barana correguda d'obra decorada i sostingut per un gran arc rebaixat. La façana principal, orientada a ponent, presenta un portal d'accés rectangular emmarcat amb carreus de pedra decorats amb motllures i la llinda plana gravada amb una inscripció: "ECCLESIA EST COMUNIS ONI(·) DOM (·····) COMUNI LABORE (···) 168(·)". Damunt la porta hi ha un emblema en relleu amb els atributs que identifiquen el sant patró del temple. A la part superior del parament hi ha un rosetó adovellat amb vitralls acolorits. La façana està rematada amb una espadanya de dos arcs de mig punt, amb coberta de dues vessants. A l'extrem sud del parament hi ha el campanar, cobert amb teulada d'un sol vessant i amb una finestra rebaixada a la part superior. La façana de migdia de l'església presenta dos contraforts adossats a l'extrem de ponent, i dues finestres d'un sol biaix i de mig punt, bastides amb maons. També hi ha una finestra rectangular a la part superior de l'absis. Damunt la coberta de la capella lateral hi ha un rellotge de sol força degradat.
A l'interior, l'església presenta els paraments arrebossats i emblanquinats. Cal mencionar el fet que cap de les finestres situades al mur de migdia del temple són visibles des de l'interior.
La construcció està bastida amb pedra desbastada de diverses mides lligada amb abundant morter. A les cantonades hi ha carreus desbastats.

## Història
L'església de Sant Pere de Vilarnadal s'esmenta el 1362 com a sufragània de la parròquia de Masarac. A principi del segle xvii figura ja com a parròquia independent.
El 29 de juny de cada any s'homenatja el sant titular del temple, amb motiu de la festa major de la població.
Hi ha un element curiós que cal destacar. Es tracta d'un bloc de pedra calcària esculpit situat en una cantonada del mur exterior de llevant i de la sagristia. Presenta una creu inscrita dins d'un cercle, amb els braços acabats en forma d'espàtula. Segons Joan Badia i Homs, la pedra podria correspondre a un edifici anterior, possiblement romànic.